# رودولف مارتین
رودولف مارتین (انگلیسی: Rudolf Martin؛ زادهٔ ۳۱ ژوئیهٔ ۱۹۶۷) یک هنرپیشه اهل آلمان است.
از فیلم‌ها یا برنامه‌های تلویزیونی که وی در آن نقش داشته است می‌توان به مسحور، اره‌ماهی، خوک و هنر عالی اشاره کرد.